# Saison 1 de Dirt
Cet article présente le guide des épisodes de la première saison de la série télévisée Dirt.

## Distribution

### Personnages principaux
- Courteney Cox Arquette (VF : Maik Darah) : Lucy Spiller
- Ian Hart (VF : Patrice Dozier) : Don Konkey
- Josh Stewart (VF : Thierry Wermuth) : Holt Mclaren
- Jeffrey Nordling (VF : Pascal Germain) : Brent Barrow
- Alex Breckenridge (VF : Vanina Pradier) : Willa McPherson

### Personnages secondaires
- Shannyn Sossamon (VF : Marie Millet) : Kira Klay
- Rick Fox (VF : Bruno Henry) : Prince Tyreese
- Timothy Bottoms (VF : Philippe Catoire) : Gibson Horne
- Carly Pope (VF : Alexandra Garijo) : Garbo
- Laura Allen (VF : Marie-Laure Dougnac) : Julia Mallory
- Will McCormack (VF : Pierre Tessier) : Leo Spiller

## Épisode 1Scandales à la une
- États-Unis : 2 janvier 2007 sur FX[1]
- France : 19 novembre 2007 sur Jimmy[2]

- Johann Urb (Johnny Gage)
- Julie Claire (Cheryl Steen)
- Bret Roberts (Cal)
- David Fincher (lui-même)

## Épisode 2:Blogan
- États-Unis : 9 janvier 2007 sur FX[1]
- France : 19 novembre 2007 sur Jimmy[2]

- Johann Urb (Johnny Gage)
- Bret Roberts (Cal)

## Épisode 3:Ovophagie
- États-Unis : 16 janvier 2007 sur FX[1]
- France : 26 novembre 2007 sur Jimmy[3]

- Grant Show (Jack Dawson)
- Mark Harelik (Quinn)
- Romy Rosemont (Rema Saunders)
- Richard Portnow (Teddy Jick)
- Shauna Stoddart (Terry)

## Épisode 4:L'Esprit de famille
- États-Unis : 23 janvier 2007 sur FX[1]
- France : 26 novembre 2007 sur Jimmy[3]

- Mariette Hartley (Dorothy Spiller)
- Grant Show (Jack Dawson)
- Billy Brown (Tweety McDaniel)
- Marc Vann (Dr. Kozar)

## Épisode 5:La Vengeance
- États-Unis : 30 janvier 2007 sur FX[1]
- France : 3 décembre 2007 sur Jimmy[4]

- Grant Show (Jack Dawson)
- Billy Brown (Tweety McDaniel)
- Wayne Brady (Sbire de Tweety)
- Julie Claire (Cheryl Steen)
- Shauna Stoddart (Terry)

## Épisode 6:Une petite ville si tranquille
- États-Unis : 6 février 2007 sur FX[1]
- France : 3 décembre 2007 sur Jimmy[4]

- Paul Reubens (Chuck Lafoon)
- Randy Oglesby (en) (Reverend Thomas Sweet)
- Scott Klace (District Attorney Alan Joss)
- Stephanie Turner (Maddy Sweet)
- Adrianne Curry (elle-même)
- Christopher Knight (lui-même)
- Shauna Stoddart (Terry)

## Épisode 7:Mensonges et Manipulations
- États-Unis : 13 février 2007 sur FX[1]
- France : 10 décembre 2007 sur Jimmy[5]

- Paul Reubens (Chuck Lafoon)
- Richard T. Jones (Bulldog)
- Randy Oglesby (en) (Reverend Thomas Sweet)
- Stephanie Turner (Maddy Sweet)

## Épisode 8:En quête de vérité
- États-Unis : 20 février 2007 sur FX[1]
- France : 10 décembre 2007 sur Jimmy[5]

- Mariette Hartley (Dorothy Spiller)
- Randy Oglesby (en) (Reverend Thomas Sweet)
- Kristin Minter (Dana Pritchard)
- Randall Batinkoff (Jimmy Rembar)
- Robert Costanzo (Tony)
- Paul Reubens (Chuck Lafoon)

## Épisode 9:Prise d'otages
- États-Unis : 27 février 2007 sur FX[1]
- France : 17 décembre 2007 sur Jimmy[6]

- Vincent Gallo (Sammy Winter)
- Johann Urb (Johnny Gage)
- Julie Claire (Cheryl Steen)

## Épisode 10:Numéro spécial sexe
- États-Unis : 6 mars 2007 sur FX[1]
- France : 17 décembre 2007 sur Jimmy[6]

- Johann Urb (Johnny Gage)
- David Newsom (en) (Jimmy Ray Banheart)
- Owiso Odera (Gareth Dasilva)
- Tara Summers (Abby)
- Channon Roe (Jeff Stagliano)
- Maeve Quinlan (Kitty Ryder)
- Mia Cottet (Lynette Ogilvy)
- Olivia Hardt (Dawni Banheart)

## Épisode 11:Le Mentor
- États-Unis : 13 mars 2007 sur FX[1]
- France : 28 décembre 2007 sur Jimmy[7]

- Mia Cottet (Lynette Ogilvy)
- Rolando Molina (Ozzy Romero)
- Lukas Haas (Marqui Jackson)
- Shauna Stoddart (Terry)
- Richmond Arquette (Colin De Quisto)
- Vladimir McCrary (le garde)
- Nancy O'Dell (elle-même)

## Épisode 12:Dans la tourmente
- États-Unis : 23 janvier 2007 sur FX[1]
- France : 28 décembre 2007 sur Jimmy[7]

- Johann Urb (Johnny Gage)
- Owiso Odera (Gareth Dasilva)
- Julie Claire (Cheryl Steen)
- Kymberly Newberry (Natalie Benson)
- Perez Hilton (lui-même)
- Lukas Haas (Marqui Jackson)
- Shauna Stoddart (Terry)

## Épisode 13:La messe est dite
- États-Unis : 23 janvier 2007 sur FX[1]
- France : 28 décembre 2007 sur Jimmy[7]

- Jennifer Aniston (Tina Harrod)
- Owiso Odera (Gareth Dasilva)
- Rachael L. Hollingsworth (Kyla)
- Shauna Stoddart (Terry)